# Soponya
Soponya é uma vila da Hungria, situada no condado de Fejér. Tem 49,96 km² de área e sua população em 2019 foi estimada em 1.824 habitantes.